# Гамалиевка (Львовская область)
Гамалиевка (укр. Гамаліївка) — село в Мурованской сельской общине Львовского района Львовской области Украины.
Население по переписи 2001 года составляло 738 человек. Занимает площадь 1,004 км². Почтовый индекс — 81122. Телефонный код — 3230.

## История
В 1946 г. Указом ПВС УССР село Жидатичи переименовано в Гамалиевку.